# Hyparschale

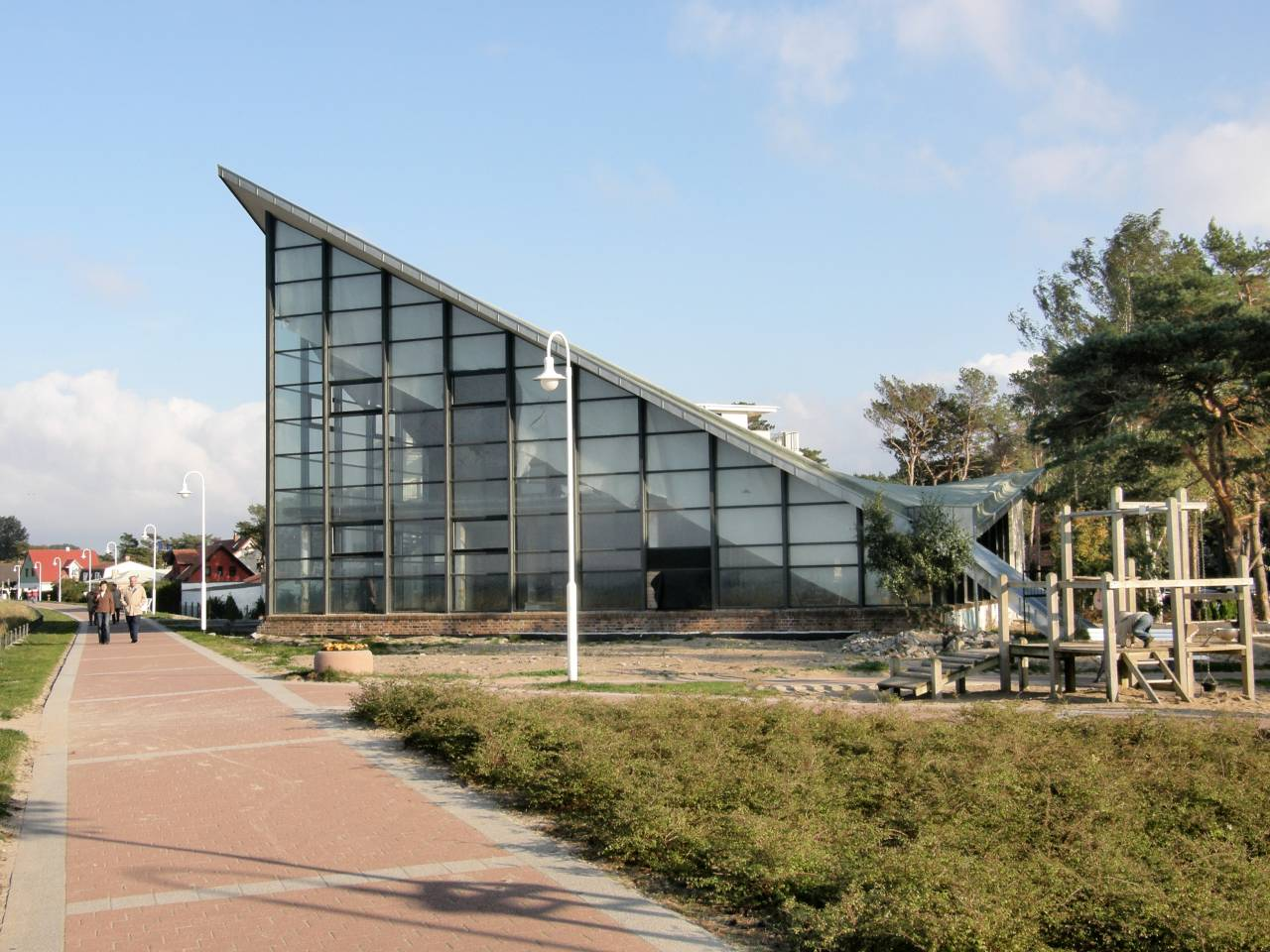
Il ristorante panoramico Ostseeperle di Glowe.

La Hyparschale è una sala polifunzionale situata nel Rotehornpark di Magdeburgo, in Germania. Progettata dall'ingegnere Ulrich Müther, è dal 1990 protetta con vincolo monumentale.

## Caratteristiche dell'edificio
Elemento caratterizzante l'edificio è la struttura di copertura a Paraboloide iperbolico in calcestruzzo armato che si espande per una superficie quadrata di 48 × 48 metri, realizzata tramite la cosiddetta tecnica del calcestruzzo proiettato.
Il carico delle quattro falde di copertura viene scaricato a terra tramite quattro elementi di scarico a V, di modo tale che la superficie esterna di delimitazione dello spazio sia quasi completamente in vetro e priva di elementi di sostegno o pilastri intermedi. I critici di architettura hanno definito questa costruzione come una "filigrana", leggera e senza peso.
Elementi progettuali di riferimento per la realizzazione dell'Hyparscale furono la Großgaststätte Ahornblatt di Berlino Est - la cosiddetta "Foglia d'acero" - e il ristorante panoramico Ostseeperle di Glowe, sull'isola di Rügen. Stesso principio verrà inoltre applicato nel 1972 per il Gaststätte Panorama di Schwerin.
Nel corso degli anni l'edificio è stato abbandonato e dal 1997 è chiuso per motivi di sicurezza; studi hanno previsto la necessità di due milioni di euro di spesa per il restauro della copertura. Durante il 2008, visto l'esito di ben due perizie di parere contrario alla demolizione di quello che è comunque stato un importante simbolo architettonico del secondo dopoguerra tedesco, la municipalità ha contattato 150 possibili investitori, inserendo nel bilancio importanti fondi per il restauro dell'opera al fine di renderne più appetibile l'acquisto.

## Galleria di fotografie

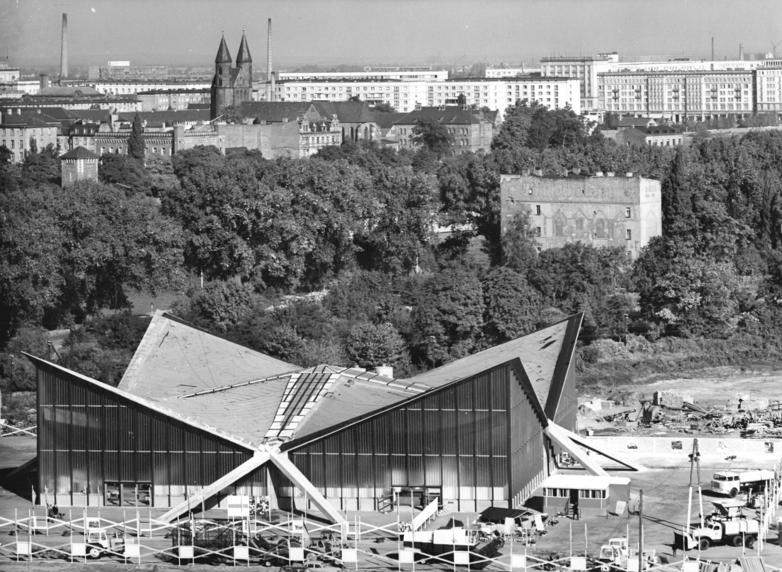
Hyparschale in fase di costruzione, 1969.
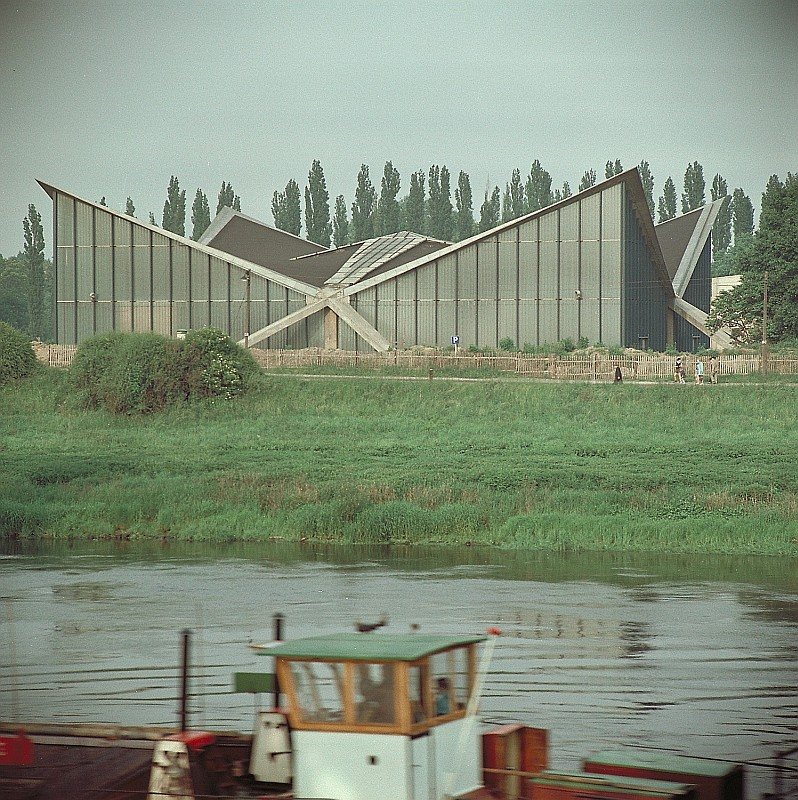
La sala ed il fiume Elba, 1970.
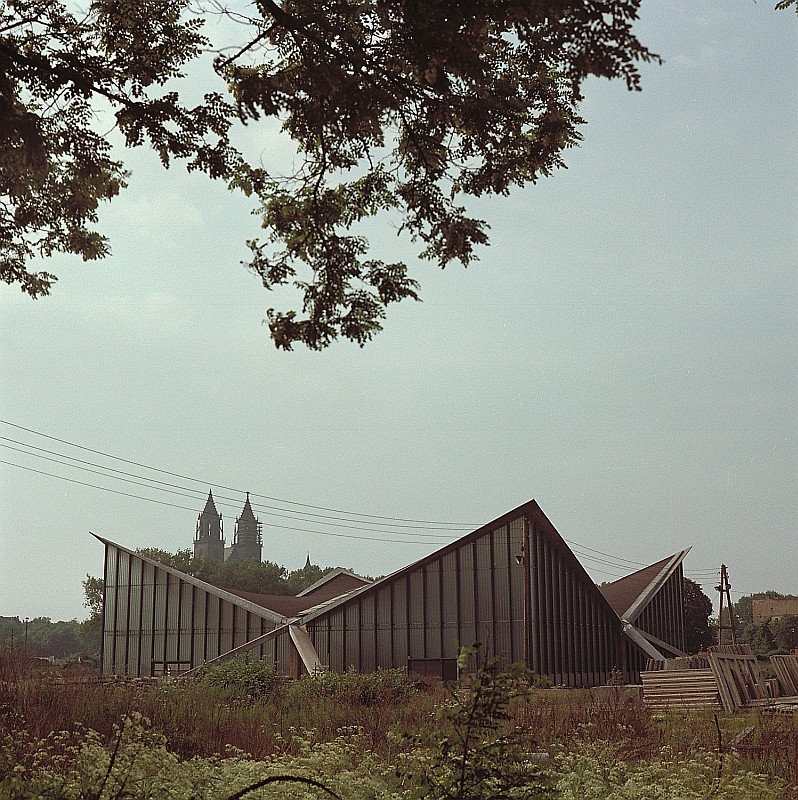
La sala ed il Duomo di Magdeburgo, 1970.